# Zbór Kościoła Zielonoświątkowego „Elim” w Cieszynie
Zbór Kościoła Zielonoświątkowego „Elim” w Cieszynie – zbór Kościoła Zielonoświątkowego w RP znajdujący się w Cieszynie.

## Historia
Protoplastami ruchu zielonoświątkowego na Śląsku Cieszyńskim było 9 luterańskich neopietystów, których wykluczono z ewangelickiej Społeczności Chrześcijańskiej w Cieszynie. W 1910 zarejestrowali się jako Związek Stanowczych Chrześcijan. W okresie międzywojennym istniał zbór w Cieszynie. Po drugiej wojnie światowej powstał Zjednoczony Kościół Ewangeliczny w Polskiej Rzeczypospolitej Ludowej (ZKE), do którego przystąpili stanowczy chrześcijanie.
Na koniec 2010 zbór skupiał 343 wiernych, w tym 233 ochrzczonych członków.